# Deckungskauf
Der Deckungskauf ist in der Wirtschaft ein Handelskauf, bei dem ein Käufer wegen eines Lieferverzugs durch seinen Lieferanten ersatzweise die benötigte Ware bei anderen Lieferanten beschaffen muss.

## Allgemeines
Der Deckungskauf dient dazu, durch Kauf von einem anderen Lieferanten dennoch die benötigte Ware zu erhalten. Den Begriff des Deckungskaufs (oder Deckungsgeschäft) gibt es ebenfalls im Kommissionsgeschäft und im Finanzwesen.

## Handelskauf
Die vom Lieferanten nicht gelieferte Ware ist eine Nichterfüllung und muss vom Käufer nach Mahnung und Nachfristsetzung für den Fall zurückgewiesen werden, dass sie nach dem Deckungskauf verspätet eintreffen sollte. Ein Deckungskauf ist unmittelbar nach Kenntnis der Nichterfüllung vorzunehmen. Beim Fixgeschäft kann ein Deckungskauf ohne Nachfristsetzung und Androhung erfolgen.
Die ersatzweise beschaffte Ware muss vergleichbar sein und darf nicht zu stark von der ursprünglich bestellten Ware abweichen. Falls die neue Ware teurer ist, muss der Preisunterschied von dem in den Lieferverzug geratenen Verkäufer beglichen werden gemäß § 280 Abs. 1, Abs. 3, § 281 BGB.
Von einem Deckungsverkauf oder Selbsthilfeverkauf spricht man, wenn ein Schuldner z. B. bei Gläubigerverzug die Ware ersatzweise an einen Dritten verkauft, gesetzlich geregelt beispielsweise in § 383 BGB oder § 373 HGB für den Handelskauf.

## Kommissionsgeschäft
Beim Kommissionsgeschäft ist der Deckungskauf das vom Kommissionär beim Selbsteintritt abgeschlossene Geschäft zur Erfüllung seiner Verpflichtung aus dem Selbsteintritt.

## Finanzwesen
Im Finanzwesen dient das Deckungsgeschäft zum Ausgleich der aus einem Leerverkauf resultierenden Verpflichtung. Beim Leerverkauf hat der Verkäufer meist Effekten oder Commodities veräußert, die er zum Zeitpunkt der Veräußerung noch gar nicht besitzt; das Deckungsgeschäft dient hierbei zur Deckung seiner  Veräußerungspflicht. Das Deckungsgeschäft (englisch cover) dient entweder dem Deckungskauf einer vorhandenen Short Position oder dem Deckungsverkauf einer vorhandenen Long-Position.